# Bad Liebenwerda
Bad Liebenwerda est une ville allemande située dans le Brandebourg, dans de l'arrondissement d'Elbe-Elster.
Depuis le 01er janvier 2020, dans le cadre d'une association administrative de communes nommée Liebenwerda, elle est l'unité administrative de niveau supérieur des villes de Bad Liebenwerda ; Falkenberg -sur Elster ; Mühlberg ; Uebigau-Wahrenbrück.

## Histoire

### Toponymie
1231 : Lievenwerde ; 1243 : Liuenwerde ; 1253 : Livenwerde ; 1301 : Liebenwerde ; 1304 : Liuenwerde ; 1347 : Lybenwerde ; 1375 : Liebenwerde ; 1505 : Liebenwerd ; 1550 : Libenwerda ; 1925 : Bad Liebenwerda.

## Démographie
- Développement de la population dans les limites actuelles. -- Ligne bleue: Population; Ligne pointillé: Comparaison avec le développement de Brandebourg -- Fond gris: Période du régime nazie; Fond rouge: Période du régime communiste
- Évolution recente (ligne bleue) et prévisions sur l'effectif de résidents

| Année | Population |
| ----- | ---------- |
| 1875  | 7 715      |
| 1890  | 8 058      |
| 1910  | 9 075      |
| 1925  | 9 943      |
| 1933  | 10 257     |
| 1939  | 11 012     |
| 1946  | 14 574     |
| 1950  | 14 459     |
| 1964  | 13 316     |
| 1971  | 13 548     |

| Année | Population |
| ----- | ---------- |
| 1981  | 12 690     |
| 1985  | 12 445     |
| 1989  | 12 123     |
| 1990  | 11 937     |
| 1991  | 11 703     |
| 1992  | 11 677     |
| 1993  | 11 733     |
| 1994  | 11 638     |
| 1995  | 11 649     |
| 1996  | 11 574     |

| Année | Population |
| ----- | ---------- |
| 1997  | 11 590     |
| 1998  | 11 593     |
| 1999  | 11 483     |
| 2000  | 11 326     |
| 2001  | 11 231     |
| 2002  | 11 068     |
| 2003  | 10 981     |
| 2004  | 10 866     |
| 2005  | 10 720     |
| 2006  | 10 573     |

| Année | Population |
| ----- | ---------- |
| 2007  | 10 391     |
| 2008  | 10 236     |
| 2009  | 10 038     |
| 2010  | 9 973      |
| 2011  | 9 772      |
| 2012  | 9 634      |
| 2013  | 9 486      |
| 2014  | 9 411      |
| 2015  | 9 305      |
| 2016  | 9 283      |

| Année | Population |
| ----- | ---------- |
| 2017  | 9 282      |
| 2018  | 9 188      |
| 2019  | 9 140      |